# Paul de Man
Paul de Man (nacido el 6 de diciembre de 1919 en Amberes, Bélgica y fallecido el 21 de diciembre de 1983 en New Haven, Estados Unidos) fue un importante crítico literario belga, que desarrolló su actividad como profesor en los Estados Unidos. Renovó la crítica textual en varias universidades y apoyó activamente a Jacques Derrida en su trayectoria americana.

## Trayectoria
De joven escribió en periódicos belgas. Emigró y enseñó en el Bard College. Se doctoró además en Filosofía en la Universidad de Harvard a finales de los cincuenta.
Enseñó en la Universidad Cornell, en la Universidad Johns Hopkins, y en la Universidad de Zúrich, antes de acabar finalmente como profesor de la Universidad Yale, donde se le consideró partícipe de la denominada "escuela deconstructiva de Yale". Fue una figura muy conocida en los medios universitarios de EE UU.
En Baltimore y también en su último trabajo de Yale invitó anual y generosamente a Jacques Derrida y logró que tuviese peso y resonancia su reflexión en lengua inglesa norteamericana. Pese a todo, Paul de Man, desde sus estudios iniciales sobre Rousseau, tenía un modo crítico poderoso, original y fértil de leer los textos, como se comprueba bien en sus libros, minuciosos y de gran calado intelectual: Alegorías de la lectura, Visión y ceguera o La resistencia a la teoría.
A Paul de Man le interesaron especialmente autores como Jean-Jacques Rousseau, William Wordsworth, John Keats o Friedrich Hölderlin; también los filósofos Immanuel Kant, Georg Wilhelm Friedrich Hegel, y Friedrich Nietzsche. Y se acercó a figuras del siglo XX como William Butler Yeats, Rainer Maria Rilke, Marcel Proust, Walter Benjamin y Maurice Blanchot.
Su obra se difundió en lengua española desde 1990, con Alegorías de la lectura y La resistencia a la teoría, pero hoy está casi toda su obra vertida al castellano. El último de ellos es Retórica del Romanticismo, que recoge textos desde 1956 hasta 1982 y analiza los himnos tardíos de Hölderlin o «El Preludio» de Wordsworth, y a Shelley así como «Correspondances» de Baudelaire. Incluye una parte significativa de su tesis doctoral, que leyó Harvard (1960), con Mallarmé, Yeats y la aporía posromántica y discute la visión contemporánea de la escritura autobiográfica.

## Libros
- Allegories of Reading: Figural Language in Rousseau, Nietzsche, Rilke, and Proust (ISBN 0-300-02845-8), 1979. Tr.: Alegorías de la lectura, Barcelona, Lumen, 1990 ISBN 978-84-264-2359-7
- Blindness and Insight: Essays in the Rhetoric of Contemporary Criticism (2nd ed.), (ISBN 0-8166-1135-1), 1983. Tr.: Visión y ceguera, Univ. Puerto Rico, 1991. ISBN 0-8477-3614-8
- The Rhetoric of Romanticism (ISBN 0-231-05527-7), 1984. Tr.: Retórica del Romanticismo, Madrid, Akal.
- The Resistance to Theory (ISBN 0-8166-1294-3), 1986. Tr.: La resistencia a la teoría, Madrid, Machado, 1990 ISBN 978-84-7774-704-8
- Wartime Journalism, 1934–1943 (ISBN 0-8032-1684-X), edit. por Werner Hamacher, Neil Hertz y Thomas Keenan, 1988; polémicos escritos juveniles en la prensa belga.
- Critical Writings: 1953-1978 (ISBN 0-8166-1695-7), ed. por Lindsay Waters, 1989. Tr.: Ensayos críticos: 1953-1978, Madrid, Machado, 1996 ISBN 978-84-7774-721-5
- Romanticism and Contemporary Criticism: The Gauss Seminar and Other Papers (ISBN 0-8166-1695-7), eds. E. S. Burt, Kevin Newmark y Andrzej Warminski, 1993
- Aesthetic Ideology (ISBN 0-8166-2204-3), ed. Andrzej Warminski, 1996, ISBN 84-89447-48-9
- El concepto de ironía, Episteme, 1996, ISBN 978-84-89447-48-6

## Sobre Paul de Man
- Cathy Caruth y Deborah Esch (eds.), Critical Encounters: Reference and Responsibility in Deconstructive Writing.
- Tom Cohen, Barbara Cohen, J. Hillis Miller, Andrzej Warminski (eds.), Material Events: Paul de Man and the Afterlife of Theory (ensayos sobre el póstumo de Man, de Aesthetic Ideology).
- Jaques Derrida,Mémories, Pour Paul de Man. Éditions Galilée, 1988.
- Ortwin De Graef, Serenity in Crisis: A Preface to Paul de Man, 1939-1960. University of Nebraska Press, 1993.
- Ortwin De Graef, Titanic Light: Paul de Man's Post-Romanticism. University of Nebraska Press, 1995.
- Jacques Derrida, Mémoires, pour Paul de Man, Galilée, 1988.
- Neil Hertz, Werner Hamacher y Thomas Keenan (eds.), Responses to Paul de Man's Wartime Journalism.
- Fabio Vélez, Desfiguraciones. Ensayos sobre Paul de Man, UNAM, México, 2016.
- Jon Wiener, "The Responsibilities of Friendship: Jacques Derrida on Paul de Man's Collaboration", Critical Inquiry 14 (1989), 797-803.
- Lindsay Waters y Wlad Godzich, Reading de Man Reading, University of Minnesota Press, 1989.
- Hugo Rodríguez-Veccini, introd. a Visión y ceguera, Univ. Puerto Rico, 1991, ISBN 0-8477-3614-8.